# Dayne St. Clair
Dayne St. Clair (Pickering, 9 mei 1997) is een Canadees profvoetballer die als doelman speelt bij Minnesota United en het Canadees nationaal voetbalelftal.

## Carrière

### Vaughan Azzurri
St. Clair speelde bij Vaughan Azzurri van 2014 tot 2015, met wie hij de League1 Ontario heeft gewonnen.

### Maryland Terrapins
Tijdens zijn studie aan de University of Maryland speelde hij bij de Maryland Terrapins. Hij won in 2018 de College Cup met het team.

### K-W United
St. Clair werd in 2016 uitgeleend aan K-W United.

### New York Red Bulls -23
In het seizoen van 2018 werd hij uitgeleend aan het team onder 23 van de New York Red Bulls.

### Minnesota United
In de MLS Superdraft van 2019 werd St. Clair in de eerste ronde gekozen door Minnesota United. Na het seizoen van 2021 heeft St. Clair een verlenging van 3 jaar getekend bij Minnesota United, tot het einde van het seizoen in 2024, met een optie voor dat van 2025.

### Forward Madison
In 2019 werd hij samen met vier andere teamgenoten uitgeleend aan Forward Madison.

### San Antonio FC
In het seizoen van 2020 werd hij uitgeleend aan San Antonio FC.

## Internationale carrière
Hij maakte zijn debuut bij het nationale team van Canada op 5 juni 2021 in de CONCACAF Gold Cup 2021.

## Clubstatistieken
| Seizoen | Club                   | Competitie | Competitie | Competitie | Beker | Beker | Play-offs | Play-offs | Totaal | Totaal |
| Seizoen | Club                   | Competitie | Wed.       | Dlp.       | Wed.  | Dlp.  | Wed.      | Dlp.      | Wed.   | Dlp.   |
| ------- | ---------------------- | ---------- | ---------- | ---------- | ----- | ----- | --------- | --------- | ------ | ------ |
| 2016    | K-W United             | PDL        | 6          | 0          | 0     | 0     | 0         | 0         | 6      | 0      |
| 2017    | K-W United             | PDL        | 7          | 0          | 0     | 0     | 0         | 0         | 7      | 0      |
| 2018    | New York Red Bulls -23 | PDL        | 3          | 0          | 0     | 0     | 0         | 0         | 3      | 0      |
| 2019    | → Forward Madison      | USL        | 5          | 0          | 0     | 0     | 0         | 0         | 5      | 0      |
| 2020    | → San Antonio FC       | USL        | 5          | 0          | 0     | 0     | 0         | 0         | 5      | 0      |
| 2020    | Minnesota United       | MLS        | 13         | 0          | 0     | 0     | 3         | 0         | 16     | 0      |
| 2021    | Minnesota United       | MLS        | 4          | 0          | 0     | 0     | 1         | 0         | 5      | 0      |
| 2022    | Minnesota United       | MLS        | 32         | 0          | 0     | 0     | 1         | 0         | 33     | 0      |
| 2023    | Minnesota United       | MLS        | 30         | 0          | 5     | 0     | 0         | 0         | 35     | 0      |
| 2024    | Minnesota United       | MLS        | 15         | 0          | 0     | 0     | 0         | 0         | 15     | 0      |
| Totaal  | Totaal                 | Totaal     | 121        | 0          | 5     | 0     | 5         | 0         | 131    | 0      |

Bijgewerkt op 11 juni 2024.

## Privéleven
St. Clair is de zoon van een Trinidadiaanse vader en een Schots-Canadese moeder. Hij begon te voetballen toen hij drie was in de Ephiphany Church Soccer League en op vierjarige leeftijd werd hij speler bij North Scarborough SC. Hij speelde ook nog in de jeugdteams van Pickering SC, Ajax SC en Vaughan Azzurri.